# Ceratopsyche moselyi
Ceratopsyche moselyi är en nattsländeart som först beskrevs av Douglas E. Kimmins 1962.  Ceratopsyche moselyi ingår i släktet Ceratopsyche och familjen ryssjenattsländor. Inga underarter finns listade i Catalogue of Life.